# Joseph Han Yingjin
Joseph Han Yingjin (chiń. 韓英進; ur. 20 listopada 1958) – chiński duchowny katolicki, biskup Sanyuan od 2010.

## Życiorys
Święcenia kapłańskie otrzymał 8 listopada 1992.
Został wybrany biskupem ordynariuszem Sanyuan. Sakrę biskupią przyjął z mandatem papieskim 24 czerwca 2010.